# Želva šnekožravá
Želva šnekožravá (Malayemys subtrijuga) je druh želvy z čeledi Geoemydidae a jeden ze tří druhů rodu Malayemys. V Červeném seznamu IUCN je uvedena jako téměř ohrožený taxon.

## Popis
Je to poměrně malá s želva, krunýř je obvykle dlouhý méně než 200 mm, maximální pozorovaná délka je 236.7 mm. Vykazuje pohlavní dimorfismus - samice jsou celkově větší než samci, ale mají kratší a u kořene štíhlejší ocas. Barva krunýře je kaštanová nebo hnědá se světlejším žlutavým okrajem a světlými švy. Plastron je žlutý, s velkou tmavou skvrnou na každém štítku. U některých jedinců mohou být tyto skvrny spojené v souvislou linii.
Hlava je velká, tmavě zbarvená s několika žlutými nebo bílými pruhy a skvrnami. Čenich je mírně protáhlý.

## Rozšíření a výskyt
Vyskytuje se v povodí řeky Mekong v Kambodži, Laosu, Vietnamu (jih země), severu Malajského poloostrova a na Jávě. Na Jávu byla pravděpodobně zavlečena lidmi, ale tuto teorii se nepodařilo přesvědčivě potvrdit. Je také možné, že Jávská populace je reliktem z doby, kdy byly indonéské ostrovy souvislou pevninou.
Vyskytuje se v nížinných oblastech, kde obývá stojaté nebo pomalu tekoucí vody s hustou vegetací. Pozorována byla jak v trvalých vodních plochách jako jsou rybníky, mokřady, potoky, říční břehy, vodní kanály atp., tak v oblastech pouze dočasně zaplavovaných (rýžová pole, mokřadní lesy). Ačkoli obývá primárně sladkovodní prostředí, byla nalezena i v deltě Mekongu, kam se s přílivem dostává slaná voda.

## Způsob života

### Potrava
Hlavní složku potravy tvoří zřejmě měkkýši, ale údajně loví i další bezobratlé, jako jsou červi, krevety a různí mlži.

### Rozmnožování
Hnízdění nastává v období sucha, v Kambodži to je obvykle od prosince do března. Hnízda se nachází na podmáčené půdě a jsou zhruba 10 cm hluboká. Je možné, že želva šnekožravá je schopná, stejně jako některé jiné sladkovodní želvy, hnízdit pod vodou, avšak tato domněnka nebyla prokázána. Samice chované v zajetí nakladly 4–6 snůšek ročně a v každé se nacházelo 1–4 vejce. Od obyvatel Kambodži nicméně existují i nedoložená tvrzení o snůškách s až 20 vejci.

## Ohrožení a ochrana
Želvy šnekožravé jsou loveny lidmi pro maso už od pravěku. Nyní jsou však ohroženy hlavně lovem pro komerční účely, kdy jsou prodávány buď jako pokrm (v Kambodži jsou březí samice považovány za pochoutku) nebo pro využití v tradiční medicíně. Jsou prodávány také do domácích chovů, ale poptávka po tomto druhu zřejmě není tak vysoká z důvodu náročnosti jeho chovu. V některých oblastech jsou želvy šnekožravé odchytávány a následně prodávány Buddhistům pro obřad vypouštění zvířete na svobodu. Byly zaznamenáni i jedinci s vyrytými či namalovanými buddhistickými znaky na krunýři. Vypuštěné želvy však z důvodu stresu a nevhodnosti stanoviště nemají velké šance na přežití, navíc mohou být odchyceny a prodávány znovu.
Stanoviště želvy šnekožravé mohou být ohrožena výstavbou přehrad na toku Mekongu.
Tato želva je uvedena v příloze II Úmluvy o obchodu s ohroženými druhy CITES.